# Menma
Menma (メンマ eller 麺麻 eller 麺碼) är fermenterade bambuskott som ingår i det japanska köket. Menma är mest kända som ett av tillbehören i ramen.

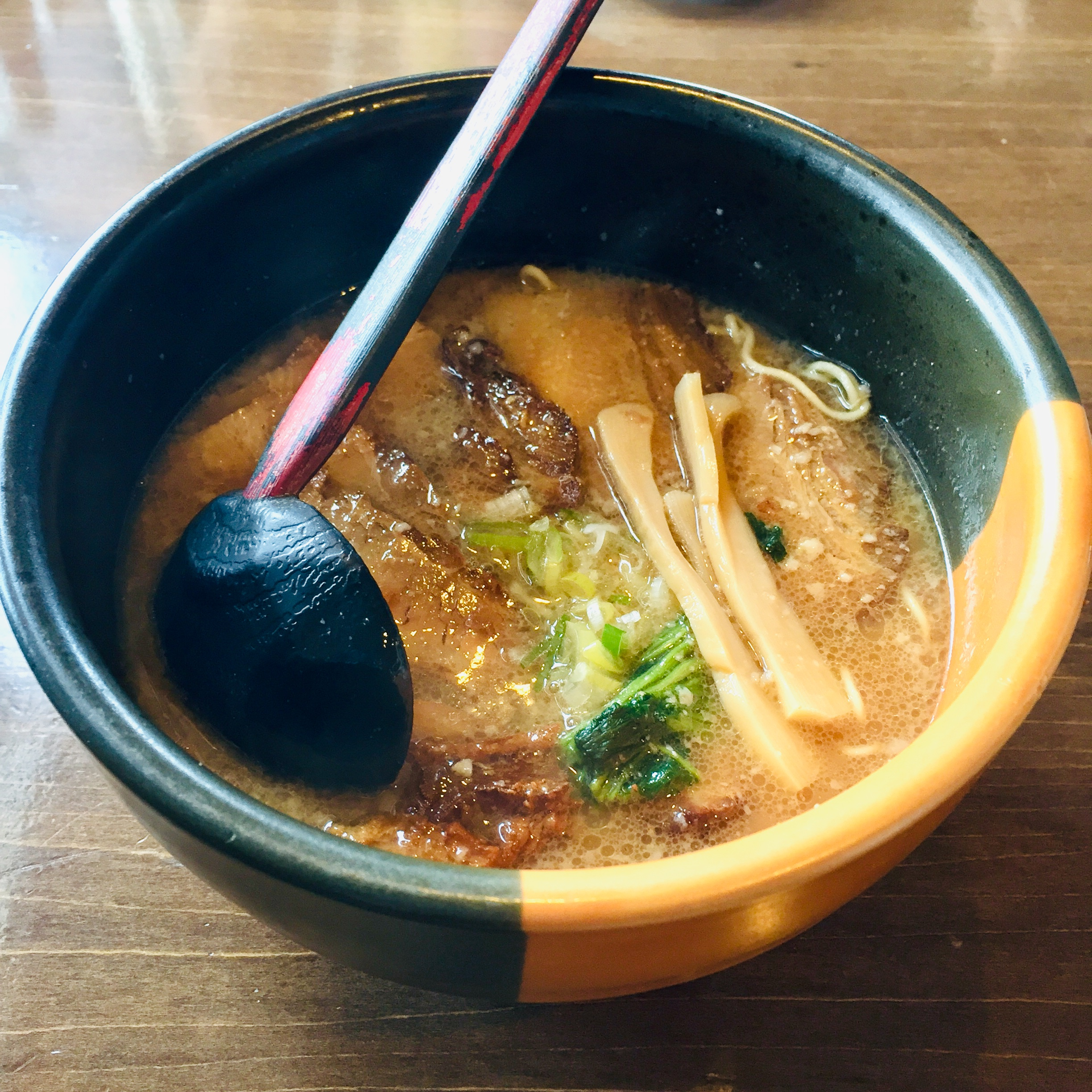
Menma i ramen; till höger i skålen